# GNU Compiler for Java
GNU Compiler for Java（グニュー・コンパイラ・フォー・ジャバ、GCJ、ジーシージェー）はJavaのためのフリーなコンパイラで、GCCの一部である。Javaソースコードをコンパイルし、Java仮想マシンのJavaバイトコードまたは機械語を出力する。また、バイトコードを格納したJavaクラスファイルや、それらを格納したJAR全体をマシン語にコンパイルすることも出来る。GCJで使用されるほとんど全てのランタイムライブラリはGNU Classpathプロジェクトに由来する。
AWTとSwingの2つのグラフィカルAPIをGNU Classpathにサポートさせることに現在多くの労力が投入されている。AWTとSwingの両方のフルサポートは間近であり、AWT/Swingアプリケーションを実行するためにサン・マイクロシステムズから提供されたランタイムを使用する必要性は遠からずなくなる見通しである。
2015年より、新しい開発のアナウンスはなく、製品はメンテナンスモードとなった。2016年9月30日、GCJはGCCのtrunkから削除された。削除のアナウンスは、GCJを含まないGCC 7.1のリリースとともに行われた。GCJはGCC 6の一部として残されている。

## CNI (Compiled Native Interface)
CNI (Compiled Native Interface)は、ネイティブアプリケーションやC++で記述されたライブラリを、Javaコードとの間で相互に呼び出せるようにするためのGCJのためのソフトウェアフレームワークである。
これは多くのJava仮想マシンで標準とされているJNI (Java Native Interface)フレームワークに似ているが、CNIの作成者はJNIに対して幾つもの優位性を主張している。
我々はCNIをより良い手段だと考えて採用している。特に、Javaは標準的なコンパイル技術を使って実装されるもう一つのプログラミング言語に過ぎない、とする発想に基づいたJava実装において、より良いと考える。それゆえ、そしてGCCを用いた言語実装は出来るだけ互換であるべきなので、Javaの呼び出し規約は、他の言語、特にC++で使用される規約に対して、実用性を損なわない範囲で極力似ていなければならない。なぜなら我々は、JavaをC++のサブセットと考えることもできるためである。CNIは、単にC++とJavaは同じ呼び出し規約とオブジェクト配置を持ち、バイナリ互換である、という発想によるヘルパー関数と規約のセットである。（この説明は単純化されているが、十分に正確である）